# Đinh Ninh
Đinh Ninh (giản thể: 丁宁; phồn thể: 丁寧; bính âm: Dīng Níng; sinh 20 tháng 6 năm 1990) là một cựu cây vợt bóng bàn người Trung Quốc.
Đinh Ninh là người đạt được giải vô địch bóng bàn thế giới 2011 nội dung đơn nữ và huy chương bạc Olympic mùa hè năm 2012 ở London. Tại giải vô địch Bóng bàn Thế giới 2015, Ding Ning đã đạt được chức vô địch thế giới lần thứ hai ở nội dung đơn nữ sau khi đánh bại người đồng hương của cô là Liu Shiwen 4-3 trong trận chung kết. Cô đã giành được huy chương vàng tại Thế vận hội mùa hè năm 2016 tại Rio, nơi cô đánh bại người đồng hương Li Xiaoxia trong một trận đơn nữ đầy sôi nổi. Cô giành huy chương vàng ở nội dung đơn nữ thế giới lần thứ 3 sau khi đánh bại đồng hương Zhu Yuling vào cuối tháng 9 năm 2018. Tháng 7/2021 cô quyết định giải nghệ